# Carl Otto Czeschka
Carl Otto Czeschka (Vienna, 22 ottobre 1878 – Amburgo, 30 luglio 1960) è stato un illustratore austriaco.

## Biografia
La famiglia di Carl Otto Czeschka era di origine boema/morava. Suo padre Wenzel Czeschka (Vaclav Češka, 1845-1915) era maestro falegname, sua madre Mathilde Hafner (1853-1883), sarta e ricamatrice. Crebbe a Vienna in un ambiente molto povero. Visse nella Zinckgasse 6, Rudolfsheim-Fünfhaus. 
Lavorò intensamente come illustratore di libri, volantini, programmi, cartelloni, ecc.
Il suo libro più conosciuto è un'edizione d'arte del poema tedesco I Nibelunghi, nello stile della Secessione viennese predominante al tempo. 
Fu amico di Gustav Klimt.